# Édouard Drumont

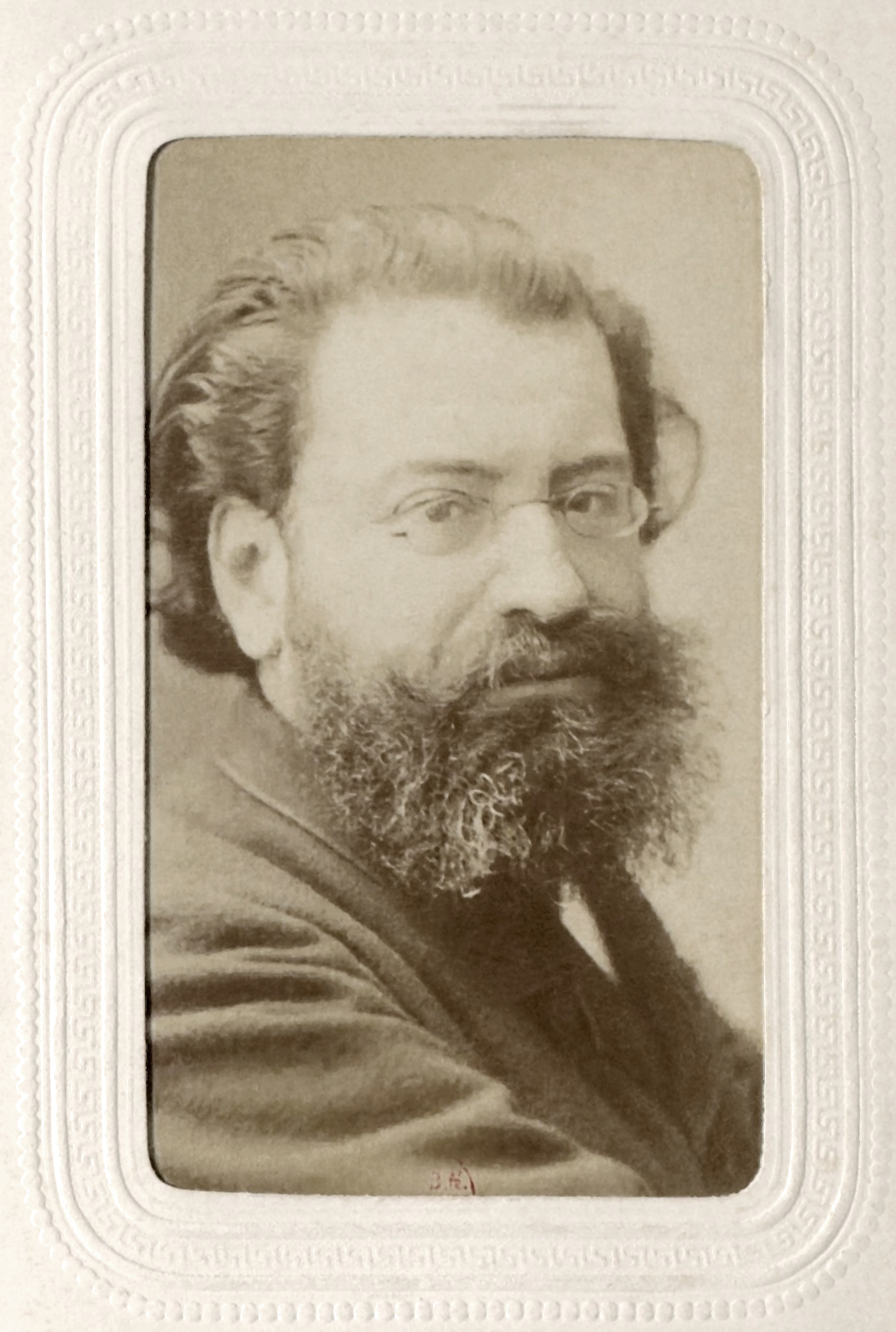
Edouard Drumont

Édouard Drumont (* 3. Mai 1844 in Paris; † 5. Februar 1917 ebenda) war ein französischer Journalist, Politiker und ein Hauptvertreter des Antisemitismus in Frankreich. Drumont war ursprünglich Nationalist, katholischer Monarchist und Vordenker der 1898 gegründeten Action française, die unter anderem die Wiedereinführung der Monarchie in Frankreich forderte. Als einer der ersten Antisemiten neben Karl Eugen Dühring machte er Antisemitismus zu einer Ideologie mit dem Anspruch auf Welterklärung.

## Leben

### Frühe Jahre
Nach dem frühen Tod seines Vaters arbeitete der 17-jährige Édouard Drumont kurz für die Pariser Stadtverwaltung und machte sich bald einen Namen als Journalist, namentlich für die Zeitung La liberté, für die er bis 1886 schrieb. Als politischer Kommentator vertrat er sowohl nationalistische als auch antikapitalistische Positionen, was ihm den Spitznamen „Anarchist der Rechten“ eintrug. 1878 erschien sein erstes Buch: Mon Vieux Paris ist ein nostalgischer Spaziergang durch das Paris der „guten alten Zeit“.

### La France Juive
Europaweit bekannt wurde Drumont durch sein 1886 erschienenes zweibändiges Werk La France Juive. Das Manuskript erhielt den Zuspruch des Schriftstellers Alphonse Daudet, der es dem renommierten Verlag Marpon et Flammarion zur Veröffentlichung empfahl. Nach lobreichen Rezensionen in den rechtsgerichteten Zeitungen Le Figaro und La Croix war es in erster Auflage zu 70.000 Stück in nur zwei Monaten ausverkauft und wurde im ersten Jahr in einigen 100.000 Stück neu aufgelegt, 1887 erschien es als erschwingliche Volksausgabe und 1892 illustriert. Das Pariser Le Petit Journal, die damals meistverkaufte Zeitung Frankreichs, ließ das Werk als Fortsetzungsartikel erscheinen. Insgesamt hatte es bis 1945 über 200 Auflagen. Die ebenfalls 1886 erschienene deutsche Ausgabe Das verjudete Frankreich war ein außerordentlicher Verkaufserfolg. Schon im Jahr der Erstauflage folgten zudem Übersetzungen in Spanisch, Italienisch, Polnisch und Englisch. Französische Schriftsteller wie George Bernanos und Maurice Barrès zeigten sich ebenfalls vom Werk begeistert. Mehrere römisch-katholische Kirchgemeinden verteilten das Buch kostenlos an ihre Mitglieder. 
Das Buch von insgesamt etwa 1200 Seiten Länge, ab 1888 auch in gekürzter Ausgabe erhältlich, ist ein Sammelsurium diversester judenfeindlicher Klischees. Der Historiker Ernst Nolte nennt es „eine Orgie Pariser Klatsches, ohne Disposition und ohne straffe Gedankenführung“. Drumont arbeitet darin den Antisemitismus zu einer Ideologie aus, die den Anspruch auf Welterklärung erhob. Im Anschluss an Henri Roger Gougenot des Mousseaux (1869: Le Juif, le Judaisme et la judaisation des peuples Chretiens) entwickelte er darin eine Verschwörungstheorie über die Zusammenarbeit von Juden, Freimaurern und Jakobinern gegen den Katholizismus Frankreichs und deren heimliche Herrschaft über die französische Republik. Er unterschied Semiten von Ariern und wies ihnen gegensätzliche Charaktermerkmale zu. Krankheiten wie Gelbsucht und Anämie seien Seuchen, die von „jüdischen Parasiten“ zur Schwächung der „edlen Rassen“ eingeschleust würden. Die jüdische Dominanz über die Öffentlichkeit verhindere, dass dies aufgedeckt werde. Die demokratische Bewegung stünde unter der Kontrolle von Juden, wie die Beispiele Karl Marx und Ferdinand Lassalle beweisen würden. Auch Adam Weishaupt, der Gründer des 1785 verbotenen Illuminatenordens, sei in Wahrheit ein Jude gewesen.
Doch in den Mittelpunkt seiner antisemitischen Agitation stellte er die antijudaistische Gottesmord-These. Einzelne Juden sollten zudem Meuchelmörder an fränkischen Herrschern gewesen sein und etwa Schuld am Tod Karls des Großen tragen. Die Nachfahren der Verlorenen Stämme Israels seien in Äthiopien, in China und in Nordamerika (bei den Mormonen) zu finden. Sie sorgten dort und in Europa für moralische Dekadenz. Drumont forderte den Ausschluss der Juden aus der französischen Gesellschaft. Die beleidigenden Aussagen des Buches trugen Drumont eine Geldstrafe sowie zwei Duellforderungen ein, machten ihn aber gleichzeitig überaus populär. Weitere antisemitische Werke folgten.
Drumont schrieb ein Vorwort für eine erweiterte französische Ausgabe (1889) der antisemitischen Hetzschrift Der Talmudjude (1871) des deutschen katholischen Theologen August Rohling. Die französische Ausgabe wurde mitsamt dem Vorwort von Drumont bereits 1890 ins Deutsche zurückübersetzt.

### Politischer Agitator

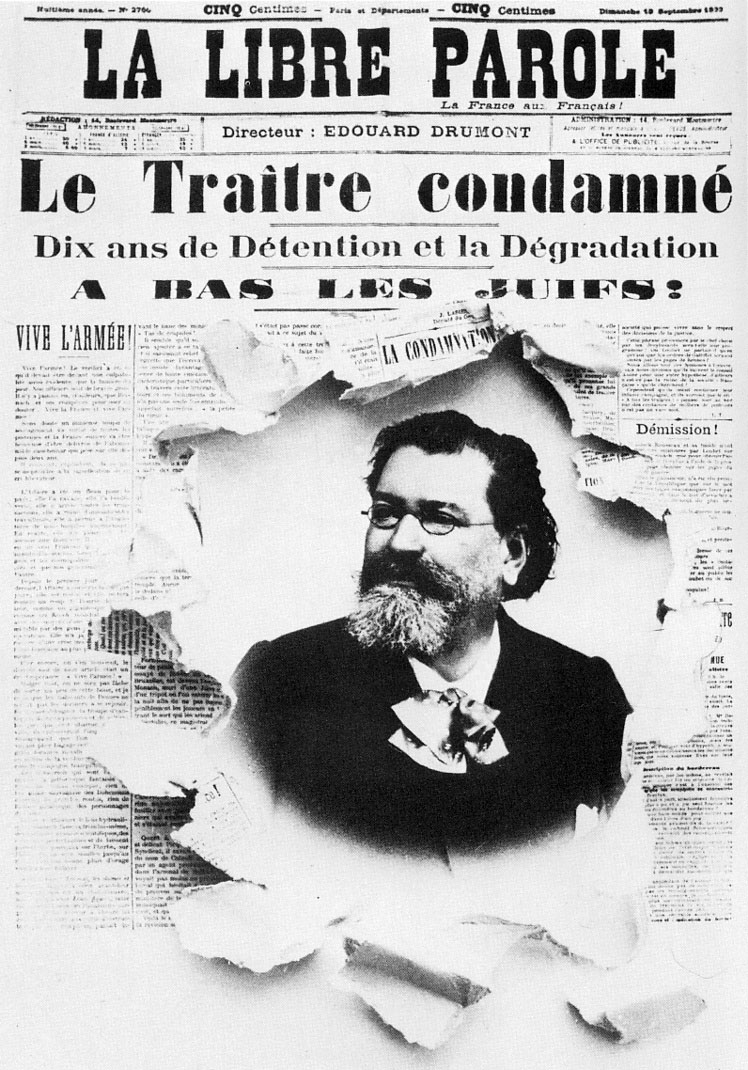
Collage eines Porträts von Édouard Drumont mit der Ausgabe seiner Zeitung vom 10. September 1899 zur erneuten Verurteilung von Alfred Dreyfus am 9. September. Die Schlagzeilen lauten: „Der Verräter verurteilt. Zehn Jahre Verbannung und Degradierung. Nieder mit den Juden!“

1889 gründete Drumont nach dem Vorbild der deutschen „Antisemitenliga“ Wilhelm Marrs eine Gruppe namens Ligue nationale anti-sémitique de France und zusammen mit dem Journalisten Jacques de Biez und dem Financier Marquis de Morès 1892 die Tageszeitung La Libre Parole („Das freie Wort“), die in den 1890er Jahren eine Auflage von mehreren 10.000 Stück hatte. Er benutzte zeitgeschichtliche Ereignisse für gezielte Skandalisierungen und antisemitische Agitation, etwa den Konkurs der Panama-Gesellschaft und darauf folgende Insolvenzen von einigen ihrer Investoren. Dabei deckte er aber auch tatsächliche Bestechungen von Politikern auf.
In der Dreyfus-Affäre war Drumont mit seiner Zeitung radikaler Wortführer der Antidreyfusards, also der antirepublikanischen und antisemitischen Haltung in der öffentlichen Debatte. Nach dem Suizid des in die Affäre verwickelten Colonel Hubert-Joseph Henry beschuldigte er die Juden, sie hätten ihn ermordet, und sammelte Spenden für seine Witwe. 25.000 Leser folgten dem Spendenaufruf, darunter viele Politiker, Priester und hochgestellte Persönlichkeiten.
Nachdem er die Erfahrung machte, dass die Öffentlichkeit im französischen Mutterland nicht im gewünschten Ausmaß auf seine Forderungen reagierte, ließ sich Drumont für die Wahl vom 8. Mai 1898 in Französisch-Algerien als Kandidat der antisemitischen Bewegung von Max Régis aufstellen. In der Kolonie hatte er sich seit dem 3. April 1898 aufgehalten. Er erhielt in Algier 11.557 Wählerstimmen bei 4.069 Gegenstimmen und zog mit drei weiteren algerisch-französischen Antisemiten in die Abgeordnetenkammer der Dritten Republik ein. Drumont gründete eine antisemitische Fraktion namens Groupe antijuif, deren Vorsitz er übernahm. In dieser Funktion erreichte er in einer Interpellation im Dezember 1898 eine Abstimmung über die Aufhebung des Décret Crémieux, das den algerischen Juden gegen ihren Willen 1870 die französische Staatsbürgerschaft zugewiesen hatte. Der Antrag wurde abgelehnt. Der Rat nahm hingegen einen Antrag des Vorsitzenden Charles Dupuy, den antisemitischen Aufruhr in der nordafrikanischen Kolonie zu verurteilen, mit 406 zu 10 Stimmen an. In Algerien, wo sich die Europäer zunehmend als neue lateinische Rasse, dem Homo algerianus, verstanden, entwickelte sich der Antisemitismus zur Massenbewegung, die auch separatistische Züge annahm. Alle vier Antisemiten verloren ihre Sitze in den Wahlen von 1902.
Drumont wurde wegen Verleumdung eines Parlamentariers angeklagt, dem er vorwarf, er habe sich eine Konkubine von dem prominenten jüdischen Bankier Édouard de Rothschild bezahlen lassen, um für einen Gesetzentwurf zu stimmen, den der Bankier befürwortete.
Drumont war politischer Lehrmeister von Charles Maurras, der Drumonts Parole „Frankreich den Franzosen“ (La France aux Français), die in jeder Ausgabe die Titelseite der Libre Parole schmückte, zustimmend übernahm und weiter popularisierte. Zu den Lesern von Drumonts Schriften zählte Philippe Pétain, später hauptverantwortlich für die Kollaboration mit Nazi-Deutschland. Pétain hatte nach dem Tod Drumonts dessen Witwe mit einer Geldzahlung unterstützt.

## Schriften
- La France juive, zwei Bände (Digitalisat: tome premier, tome second)
  - Deutsche Ausgabe: Das verjudete Frankreich. Versuch einer Tagesgeschichte. Erster Theil 1886. Zweiter Theil 1887 (beide im Erscheinungsjahr mit 5 Auflagen) (Digitalisat: Band 1, Band 2)
- La France juive devant l’opinion, 1886
- La Fin d’un monde, 1888
- La Dernière Bataille, 1890
- Testament d’un antisémite, 1891